# Photographica
Photographica sind im weitesten Sinne Sammelobjekte zum Thema Fotografie, meist ältere, nicht mehr im Gebrauch stehende Dinge. Dieser Gebrauch ist jedoch nicht der Alleinige, in der I.G. Farbenindustrie AG etwa als „Sparte III: Photographica, Riechstoffe, Kunstseide“ umfasste „Photographica“ dort verschiedene photochemische Erzeugnisse und photographische Apparate, die als Handelsware und Gebrauchsgegenstand fabriziert und vertrieben wurden, also grundsätzlich kein Sammelobjekt darstellten.
Das Wort ist eine Sammelbezeichnung für in der Regel mehrere Objekte und die verkürzte Pluralform des latinisierten Neutrum-Eigenschaftswortes aus der Kombination „Objecta photographica“: fotografische Objekte/Gegenstände. Die Singularform für ein einzelnes fotografisches Sammlungsobjekt hieße „Photographicum“; sie ist jedoch ungebräuchlich.
Photographica, fotografische Sammelobjekte oder noch genauer: Sammelobjekte zum Thema Fotografie, können neben weiteren möglichen folgende Gegenstände sein:
- Fotografien von Kameras, Objektive, Herstellern, Messen zur Fotografiegeschichte:
  - Schwarzweiß-Bilder,
  - Farbbilder,
  - Dias,
  - Kollodium-Glas-Negativ- und Positiv-Platten,
- Bücher, Zeitschriften und anderes ältere Gedruckte über Fotografie ohne aktuelle Verwendbarkeit; alte Bücher über bekannte frühe Fotografen, Kameras, Fototechnik, Ausstellungen der Fotografie, auch Kataloge, Bedienungsanleitungen u. v. a.,
- Kameras,
- Objektive,
- Projektoren,
- Schnittmodelle, Funktionsmodelle, Ausstellungsmuster ohne Funktion usw.,
- Zubehör (wie alte Filmdosen, Belichtungsmaschinen).

Den Begriff „Photographica“ wendet man in der Regel an, wenn es um sammelnswerte Objekte geht, jedoch meist nicht, wenn die Gegenstände noch zu ihrem originären Zweck eingesetzt werden. Manchmal allerdings lässt sich dies nicht klar auseinanderhalten: Eine unentwegt eingesetzte, uralte Kamera bleibt eine Kamera, wie sie auch zu den Photographica gezählt werden kann. Der die Kamera nutzende Fotograf wird behaupten, das sei seine Kamera, aber andere werden sagen, er nutze ein Sammelobjekt, das den Photographica zugehöre: unterschiedliche Sichtweisen auf denselben Gegenstand.
Hingegen ist nicht jedes Bild, nur weil es in einem Schuhkarton verwahrt wird (also „außer Funktion“, hergezeigt zu werden), gleich ein Photographicum. Auch ist eine alte Stadtansicht in einem alten Merian-Heft nicht den „Photographica“ zugehörig: das Wort beinhaltet, dass das Objekt primär die alte Fotografie selbst zum Gegenstand hat, und nicht zuvorderst Anderes aussagen möchte.
Fotografische Objekte können auch zu „Photographica“ gezählt werden, ohne dass sie ausgestellt oder hergezeigt werden, z. B. eine alte, eingelagerte Kamera samt Zubehör.
Bei einer alten Fotografie eines Autos geht es primär um das alte Auto: diese Fotografie kann zu den „Automobilia“ gehören, aber eher nicht zu den „Photographica“. Eine Kassetten-Kompaktkamera aus den 1960er oder 1970er Jahren hingegen, die im Handschuhfach eines alten Autos aufgefunden wurde und vormals Aufnahmen von einem eventuellen Unfall hätte machen sollen, kann sowohl den „Automobilia“ als auch den „Photographica“ zugehörig betrachtet werden. Denn Unfallaufnahmen würden heute mit APS- oder Digitalkameras gemacht; Kassettenkameras sind seit den 1970er Jahren immer mehr außer Gebrauch gekommen. Eine derartige Kamera ist somit Zeuge alter Zeiten sowohl zum Autofahren als auch zur früheren Fotografie.
Viele Photographica werden zu solchen durch den schlichten Ablauf langer Zeiten. Beispiel: Eine gebrauchte, funktionsfähige Kamera und ihre Objektive wurden beim Kauf einer neuen Kamera in den Schrank gelegt und liegengelassen. Zwanzig oder mehr Jahre später sind aus ihnen unmerklich „Photographica“ geworden: gegenständliche Zeugen einer untergegangenen Zeit in der Fotografie.
Sehr begehrte Photographica sind oft funktionsfähige Kameras alter, berühmter Hersteller mit einer möglichst umfangreichen zeitgenössischen Zubehörsammlung, z. B. eine alte Leica-Messsucherkamera mit mehreren Wechselobjektiven, Belichtungsmesser, Blitzgerät, Filtern u. ä. Solche Photographica können hohe vierstellige Werte erreichen. Ein anderes Beispiel für Photographica sind stilbildend gewordene, alte klassische Fotobände, z. B. die Arbeiten von Albert Renger-Patzsch.
Ein dem Wort „Photographica“ entsprechender Begriff ist „Automobilia“; Sammelobjekte zur motorisierten Mobilität aus alter Zeit.